# 신용호 (정치인)
신용호(辛容湖, 1940년 3월 2일 ~ )은 대한민국의 정치인이고, 제3·4대 부산광역시의원이었다.

## 학력
- 도천초등학교 졸업
- 영산중학교 졸업
- 영산고등학교 졸업
- 경북대학교 법학과 학사 졸업

### 비학위 수료
- 부산대학교 행정대학원 행정학 석사 수료

## 경력
- 내무부 경제총괄담당관
- 부산직할시청 법무담당관
- 부산광역시청 법무담당관
- 부산광역시청 인사과 과장
- 1997.01 ~ 1998.09 부산광역시 수영구 부구청장
- 1998.09 ~ 1999.07 부산광역시청 문화관광국장
- 영산중학교 총동문회 회장
- 창녕향우회 자문위원
- 부산광역시 지방행정동우회 부회장
- 부산광역시 수영구 청년연합회 고문
- 부산광역시 수영구 장애인연합회 자문위원
- 부산광역시 중소기업종합지원센터 이사
- 부산광역시 정보산업진흥원 이사
- 부산광역시 정보화추진위원회 위원
- 부산광역시 발전연구원 이사
- 2000.02 한나라당 입당
- 2000.10 ~ 2002.06 제3대 부산광역시의회 의원
- 2002.07 ~ 2006.06 제4대 부산광역시의회 의원
- 2002.07 ~ 2004.07 제4대 부산광역시의회 전반기 예산결산특별위원장
- 2002.10 한나라당 탈당하여 무소속 전향
- 2004.07 ~ 2006.06 제4대 부산광역시의회 후반기 기획재경위원장

## 역대 선거 결과
|  | 82.2% |

|  | 76.54% |

|  | 12.36% |